# Таций, Василий Яковлевич
Васи́лий Я́ковлевич Таций (укр. Васи́ль Я́кович Таці́й; 13 января 1940, Полтава, Украинская ССР — 28 сентября 2022) — советский и украинский учёный в области юриспруденции. Доктор юридических наук (1984), профессор (1985). Академик Национальной академии правовых наук Украины (1993) и Национальной академии наук Украины (1997).
Проректор по научной работе (1973—1987), ректор (1987—2020), заведующий кафедрой уголовного права (1991—2015) и советник ректора (2021—2022) Национального юридического университета имени Ярослава Мудрого. Президент (1993—2016) и почётный президент (2016—2022) Национальной Академии правовых наук Украины, член президиума Национальной академии наук Украины (1998—2022).
Герой Украины, с вручением ордена Державы (2004), полный кавалер ордена князя Ярослава Мудрого, лауреат Государственных премий Украины в областях архитектуры (2001) и науки и техники (2006), заслуженный деятель науки и техники Украинской ССР (1989).

## Биография
Василий Таций родился 13 января 1940 года в Полтаве в семье служащих. Трудовую деятельность начал в 1957 году, до 1959 года работал токарем в Полтавском паровозном депо. Высшее образование получил в Харьковском юридическом институте (ХЮИ), который окончил в 1963 году. После окончания института, с 1964 по 1966 год занимал должности помощника прокурора района и прокурора отдела по надзору за рассмотрением уголовных дел Полтавской областной прокуратуры.
В 1966 году Василий Таций поступил на аспирантуру в ХЮИ, окончив которую в 1969 году занял должность старшего преподавателя в нём же, а в 1972 стал доцентом и заместителем декана дневного факультета ХЮИ. В 1973 году был назначен на должность проректора по научной работе, которую занимал вплоть до 1987 года, когда после смерти ректора ХЮИ Василия Маслова на первых выборах ректора ХЮИ единогласно был избран его преемником, и в июле 1987 года стал третьим ректором ХЮИ ().
В 1991 году Василий Яковлевич возглавил кафедру уголовного права (с 1999 года — кафедра уголовного права № 1), которую до того возглавлял его научный руководитель — первый проректор вуза Владимир Сташис. Во период когда, кафедрой заведовал Василий Таций, неоднократно обязанности заведующего исполняли профессоры Людмила Кривоченко (в 1991—2008 годах) и Владимир Тютюгин (с 2008 года). Последний, в 2015 году заменил Тация на этой должности.
Являлся одним из инициаторов Академии правовых наук Украины (с 2010 года — Национальной).
На ректорской должности Таций проработал вплоть до 2020 года (за это время ХЮИ несколько раз менял название: с 1991 по 1995 год — Украинская юридическая академия, 1995—2010 — Национальная юридическая академия Украины имени Ярослава Мудрого, 2010—2013 — Национальный университет «Юридическая академия Украины имени Ярослава Мудрого», с 2013 —Национальный юридический университет имени Ярослава Мудрого), когда не выставив свою кандидатуру на выборах ректора уступил должность проректору по научной работе этого же вуза Анатолию Гетьману.

## Награды и звания
Василий Яковлевич был удостоен следующих орденов, медалей, премий, почётных званий и грамот:

### Ордена и медали
- Звание Герой Украины с вручением ордена Державы (Указ Президента Украины от 19 августа 2004) — за выдающиеся личные заслуги перед Украинским государством в развитии юридической науки, многолетнюю плодотворную научную, педагогическую и общественную деятельность[10];
- Орден князя Ярослава Мудрого I степени (Указ Президента Украины от 23 июля 2018) — за весомый личный вклад в развитие отечественной правовой науки, многолетнюю плодотворную научную деятельность и высокий профессионализм[11];
- Орден князя Ярослава Мудрого II степени (Указ Президента Украины от 27 июня 2015) — за значительный личный вклад в государственное строительство, социально-экономическое, научно-техническое и культурно-образовательное развитие Украины, весомые личные трудовые достижения и высокий профессионализм[12];
- Орден князя Ярослава Мудрого III степени (Указ Президента Украины от 7 октября 2009) — за весомый личный вклад в реализацию государственной правовой политики, укрепление законности и правопорядка, высокий профессионализм в защите конституционных прав и свобод граждан и по случаю Дня юриста[13];
- Орден князя Ярослава Мудрого IV степени (Указ Президента Украины от 28 августа 1998) — за выдающиеся личные заслуги перед Украиной в становлении системы законодательства, укреплении правовых основ государственности, плодотворную научную и педагогическую деятельность и по случаю 7-й годовщины независимости Украины[14];
- Орден князя Ярослава Мудрого V степени (Указ Президента Украины от 4 ноября 1995) — за выдающиеся заслуги перед украинским государством в развитии юридической науки, значительный личный вклад в подготовку юридических кадров[15];

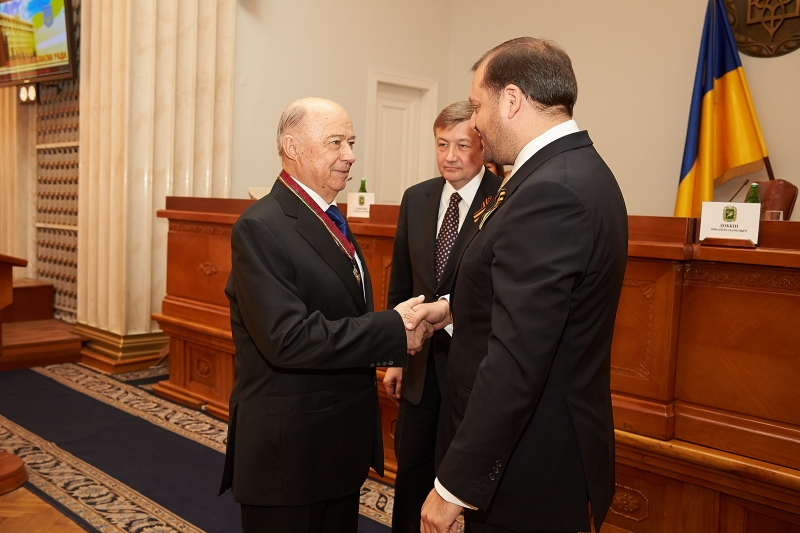
Председатель Харьковской областной государственной администрации Михаил Добкин вручает орден «За заслуги» І степени Василию Тацию. 25 апреля 2013 года

- Орден «За заслуги» I степени (Указ Президента Украины от 8 октября 2012) — за весомый личный вклад в реализацию государственной правовой политики, укрепление законности и правопорядка, развитие юридической науки, многолетний плодотворный труд и высокий профессионализм[16];
- Орден «За заслуги» II степени (Указ Президента Украины от 12 января 2000) — за выдающийся личный вклад в становление системы законодательства, укрепление правовых основ государственности, многолетнюю плодотворную научную и педагогическую деятельность[17];
- Орден «Знак Почёта» (1981)[18];
- Медаль «В ознаменование 100-летия со дня рождения Владимира Ильича Ленина» (1970)[19];
- Медаль «Ветеран труда» (1984)[19];
- Командор ордена «За заслуги перед Итальянской Республикой» (1999)[20];

### Премии
- Государственная премия Украины в области архитектуры (Указ Президента Украина от 11 июня 2001) — «за архитектуру комплекса зданий Национальной юридической академии Украины имени Ярослава Мудрого в городе Харькове»[21];
- Государственная премия Украины в области науки и техники (Указ Президента Украины от 9 декабря 2004) — "за многотомный научный труд «Юридическая энциклопедия»[22];
- Премия имени В. Вернадского НАН Украины (2001)[20];
- две премии имени Ярослава Мудрого (2001 и 2002)[18];
- Высшая юридическая премия «Фемида-99» (2000)[20];

### Звания
- Почётное звание «Заслуженный деятель науки и техники Украинской ССР» (Указ Президиума Верховного Совета Украинской ССР от 29 декабря 1989) — за заслуги в развитии научных исследований и подготовку кадров[23];
- Почётный гражданин Полтавы (2001)[18];
- Почётный гражданин Харькова (2004)[18];
- Почётный гражданин Харьковской области (2014)[18];

### Грамоты
- Почётная грамота Верховной Рады Украины (2001)[18];
- Почётная грамота Кабинета Министров Украины (2002)[18];
- Почётная грамота Киевской городской государственной администрации (Распоряжение исполнительного органа Киевского городского совета № 433 от 16 июня 2016) — за значительные трудовые достижения в соответствующей отрасли или сфере деятельности, достижение выдающихся успехов в спорте, научной, творческой и благотворительной деятельности, многолетний добросовестный труд, образцовое выполнение служебных обязанностей[24];
- Почётная грамота Харьковского городского совета (Решение Харьковского городского совета от 25 декабря 2007) — за многолетний добросовестный и плодотворный труд, высокий профессионализм, весомый личный вклад в социально-экономическое развитие города Харькова и активную общественную деятельность[25];
- Почётная грамота Харьковского городского совета (Решение Харьковского городского совета от 21 января 2015) — за многолетний добросовестный и плодотворный труд, высокий профессионализм, весомый личный вклад в развитие образования и науки города Харькова и по случаю дня рождения[26];
- Почётная грамота Харьковского городского совета (Решение Харьковского городского совета от 18 декабря 2019) — за многолетний добросовестный и плодотворный труд, высокий профессионализм, весомый вклад в социально-экономическое развитие города Харькова и по случаю юбилея[27];
- Юбилейная грамота Ассоциации органов местного самоуправления Харьковской области (2017)[28];
- Почётная грамота Харьковской областной организации профсоюзов работников образования и науки (18 мая 2017) — «за личный вклад в социально-экономическую защиту работников и студентов, развитие социального партнерства»[29];

### Прочее
- почётное отличие Харьковского городского головы «За старательность» (2003 или 2004)[30];
- ценный подарок Ровенского областного совета (Распоряжение главы Ровенского областного совета от 10 декабря 2011) — за добросовестный плодотворный труд, высокий профессионализм, значительный вклад в развитие местного самоуправления, активную гражданскую позицию и по случаю Дня местного самоуправления[31];
- Отличие Государственной судебной администрации Украины (20 ноября 2012)[32];
- нагрудный знак «Отличие Высшего совета правосудия» (Решение Высшего совета правосудия от 18 февраля 2020) — за значительный личный вклад в развитие судебной власти Украины, воплощение принципов верховенства права, значительное личное содействие развитию правового государства и по случаю 80-летия со дня рождения[33]
- победитель рейтинга газеты «Вечерний Харьков» «Признание народа — 2012», в номинации «Общественный деятель года» (27 декабря 2012)[34];
- орден Святого благоверного князя Киевского Ярослава Мудрого (УПЦ МП, 28 декабря 2012)[35];

### Мемуары
- Таций В. Я. Времена жизни / В. Я. Таций. — Харьков: Право, 2010. — 144 с. — ISBN 978-966-458-160-5.
- Таций В. Я. Люди, роки і миттєвості життя (укр.) / Василь Тацій. — Харків: Право: Видавничий Будинок «ЖВЛ» : ПРАТ Харківська книжкова фабрика «Глобус», 2019. — 352 с. — (Сучасне ЖВЛ України). — ISBN 978-966-937-850-7.

### Статьи в справочных изданиях
- Сташис В. В. Тацій Василь Якович // Юридична енциклопедія[укр.] (укр.) / Ю. С. Шумшученко. — Киев: «Юридична думка», 2004. — Т. 6. — С. 26—27. — 736 с. — ISBN 966-7492-06-0.
- Скрипнюк О. В. Тацій Василь Якович // Енциклопедія історії України (укр.) / В. А. Смолій (голова) та ін.. — Киев: Наукова думка, 2013. — Т. 10. — С. 40—41. — 784 с. — ISBN 978-966-00-1405-3.
- Борисов В. І. Тацій Василь Якович // Велика українська юридична енциклопедія[укр.] (укр.) / редкол.: В. Я. Тацій (голова), В. І. Борисов (заст. голови) та ін.. — Х.: Нац. акад. прав. наук України, Ін-т держави і права ім. В. М. Корецького НАН України, Нац. юрид. ун-т ім. Ярослава Мудрого, 2017. — Т. 17: Кримінальне право. — С. 956—957. — 1064 с. — ISBN 978-966-937-261-1.
- Тацій Василь Якович // Професори Національного юридичного університету імені Ярослава Мудрого (укр.) / редкол.: В. Я. Тацій (голова) та ін.. — Х.: Право, 2014. — С. 158—160. — 192 с. — 500 экз. — ISBN 978-966-458-700-3.

### Статьи в периодических изданиях
- Ювілей провідного вченого і громадського діяча (до 60-річчя В. Я. Тація) (укр.) // Право України : журнал. — 2000. — № 1. — С. 10—12. — ISSN 0132-1331.
- Видатний вчений-правознавець, талановитий педагог та громадський діяч — Василь Якович Тацій (укр.) // Право України : журнал. — 2010. — № 1. — С. 241—244. — ISSN 0132-1331.
- Василь Якович Тацій — президент Національної академії правових наук України (укр.) // Вісник Національної академії правових наук України : зб. наук. пр.  / редкол.: В. Я. Тацій та ін. — 2014. — № 4 (79). — С. 7—13. — ISSN 1993-0909.
- Тацій В. 10 років Академії правових наук України: становлення та наукові здобутки (укр.) // Право України : журнал. — 2003. — № 11. — С. 3—10. — ISSN 0132-1331.
- Колектив редакції газети «Vivat lex!». Девіз його життя — відповідальність, професіоналізм, людяність (укр.) // Vivat lex! : газета Національного юридичного університету імені Ярослава Мудрого. — 2017. — 30 червня (№ 9 (350)). — С. 2—3.

### Прочие статьи, очерки
- Воловник П. В. Феномен Харькова в его людях. Кн. 1 / П. В. Воловник. — Харьков: Золотые страницы, 2004. — 504 с. — (Современная ЖЗЛ Харькова). — ISBN 966-8494-53-9.
- Історія міста Харкова XX століття / О. Н. Ярмиш, С. І. Посохов, А. І. Епштейн та ін.; Худож.-оформлювач І. В. Осипов. — Харків: Фоліо, Золоті сторінки, 2004. — 650 с. — ISBN 966-03-2649-1 («Фоліо»). — ISBN 966-8494-44-X (Золоті сторінки).
- Ректорат // Національна юридична академія України імені Ярослава Мудрого. 1804 − 2009 (укр.) / Ред. кол.: В. Я. Тацій, В. В. Сташис, А. П. Гетьман. — Х.: Право, 2009. — С. 51—61. — 464 с. — ISBN 978-966-458-140-7.
- Кафедра кримінального права № 1 // Національна юридична академія України імені Ярослава Мудрого. 1804 − 2009 (укр.) / Ред. кол.: В. Я. Тацій, В. В. Сташис, А. П. Гетьман. — Х.: Право, 2009. — С. 263—288. — 464 с. — ISBN 978-966-458-140-7.